# Franz Sobek
Franz Sobek (* 29. Mai 1903 in Brünn; † 10. Dezember 1975 in Wien) war eine Persönlichkeit der Anfangsjahre der österreichischen Zweiten Republik. Er fungierte unter anderem als Generaldirektor der Österreichischen Staatsdruckerei, Gründer (1946) und Präsident der offiziellen österreichischen Interessenvertretung der NS-Opfer Bund der politisch Verfolgten und stiftete seine wertvolle Uhrensammlung im Geymüllerschlössel in Wien-Pötzleinsdorf der Republik.

## Leben
Franz Sobek stammte aus katholischem Milieu und war der Sohn des gleichnamigene Brünner Polizeipräsidenten (nie dementierte Gerüchte sprachen allerdings auch von einer illegitimen Vaterschaft des habsburgischen Erzherzogs Friedrich). Der studierte Jurist Sobek war ab 1928 auch im Polizeidienst tätig (bei der Pressepolizei) und engagierte sich in den Zeiten des Ständestaats auf Seiten der Regierung. Ab 1935 war er im Bundespressedienst des Bundeskanzleramtes tätig. Sobeks Tätigkeit für die Vaterländische Front dürfte nach dem „Anschluss“ 1938 auch die Einweisung ins KZ Dachau nach sich gezogen haben. Dort war Sobek bis 1943 inhaftiert und befreundete sich unter anderem mit Leopold Figl, der später Sobeks größter Förderer wurde. Nach seiner Enthaftung war Sobek Mitglied des im Februar 1945 gegründeten Siebener-Ausschusses der österreichischen Widerstandsbewegung O5.
Nach 1945 erwarb Sobek, der als überaus diskreter aber durchaus selbstbewusst auftretender Mann beschrieben wird, mit eigenen (Devisen-)Mitteln das so genannte Geymüllerschlössel in Wien-Pötzleinsdorf für die Republik, sicherte sich aber darin das dauernde Wohnrecht. An diesem Ort baute er seine bemerkenswerte Sammlung Alt-Wiener Uhren auf, die er später als Museum der Republik widmete. Sobeks international als pionierhaft anerkannte Sammlertätigkeit erstreckte sich vor allem auf Präzisionsinstrumente der ersten Hälfte des 19. Jahrhunderts, einer Zeit in der handwerklich produzierte Chronometer aus Wien an der Weltspitze standen (Der in der Schweiz und im Schwarzwald erfolgreich betriebene Übergang zur industriellen Fertigung wurde allerdings in Wien „verschlafen“). Sobeks Sammlung ist heute als Teil des Museums für angewandte Kunst (MAK) ein anerkannter Teil der Wiener Museumslandschaft.
In seiner beruflichen Tätigkeit blieb Sobek nicht unumstritten. Seine führende Mitwirkung an der Entnazifizierung dürfte ihm auch die dauernde Feindschaft mancher „Ehemaliger“ eingetragen haben. (Der bis 1948 bestehende, überparteiliche „Bund der politisch Verfolgten“ setzte sich unter anderem für die – höchst unpopuläre – Rückgabe von Mietwohnungen der vom NS-Regime verfolgten Personen ein). In der Staatsdruckerei gab es 1969 eine Affäre um Verkaufspläne großer dort lagernder Restbestände an Hitler-Marken aus 1943, die sogar ihr Echo im TIME Magazin (28. Juni 1971) fand. Nach Sobeks Pensionierung und der Abgeltung seines Wohnrechtes durch den Staat setzte der lebenslange Junggeselle aber mit der Stiftung seiner wertvollen Sammlung ein bedeutendes Beispiel des Mäzenatentums. Er wurde am Wiener Zentralfriedhof bestattet.